# Коновалець Михайло Михайлович
Михайло Михайлович Коновалець (не раніше 1858 — 1944) — український галицький педагог, батько Євгена та Мирона Коновальців.

## Життєпис
Син священика УГКЦ о. Михайла Коновальця (1826—4.3.1887, Зашків), який довгі роки був парохом Зашкова. Мав братів о. Володимира — пароха с. Малехів, о. Ореста — пароха с. Страдч.
Працював управителем (директором) народної школи у селі Зашків (тепер Жовківський район, Львівщина).
Дружина — Марія (?—1938), походила з українського священичого роду Венгриновських. Діти:
- Евген — полковник Армії УНР, командант УВО, голова Проводу українських націоналістів, перший голова ОУН.
- Мирон — один із організаторів Листопадового чину, поручник УГА, член УВО, журналіст.
- Степан — лікар у Куликові.[7]

Помер 1944 року. На його могилі поставили дерев'яний хрест, який з часом зігнив. За радянської влади на могилі М. Коновальця не було пам'ятника. Проте, можливо, всі знали місце поховання, тому 1989 року мешканці Зашкова таємно вночі встановили пам'ятник на могилі батька провідника ОУН. 2011 року Львівська обласна рада виділила 20000 грн. для відновлення пам'ятників на могилах родичів Євгена Коновальця.